# Au (通信)
au（エーユー）は、KDDIおよび沖縄セルラー電話が運営する通信事業を中核としたブランド。携帯電話等の移動体通信やFTTx等の有線通信、派生して電力小売販売サービスや損害保険、クレジットカードなども同ブランドを冠する。

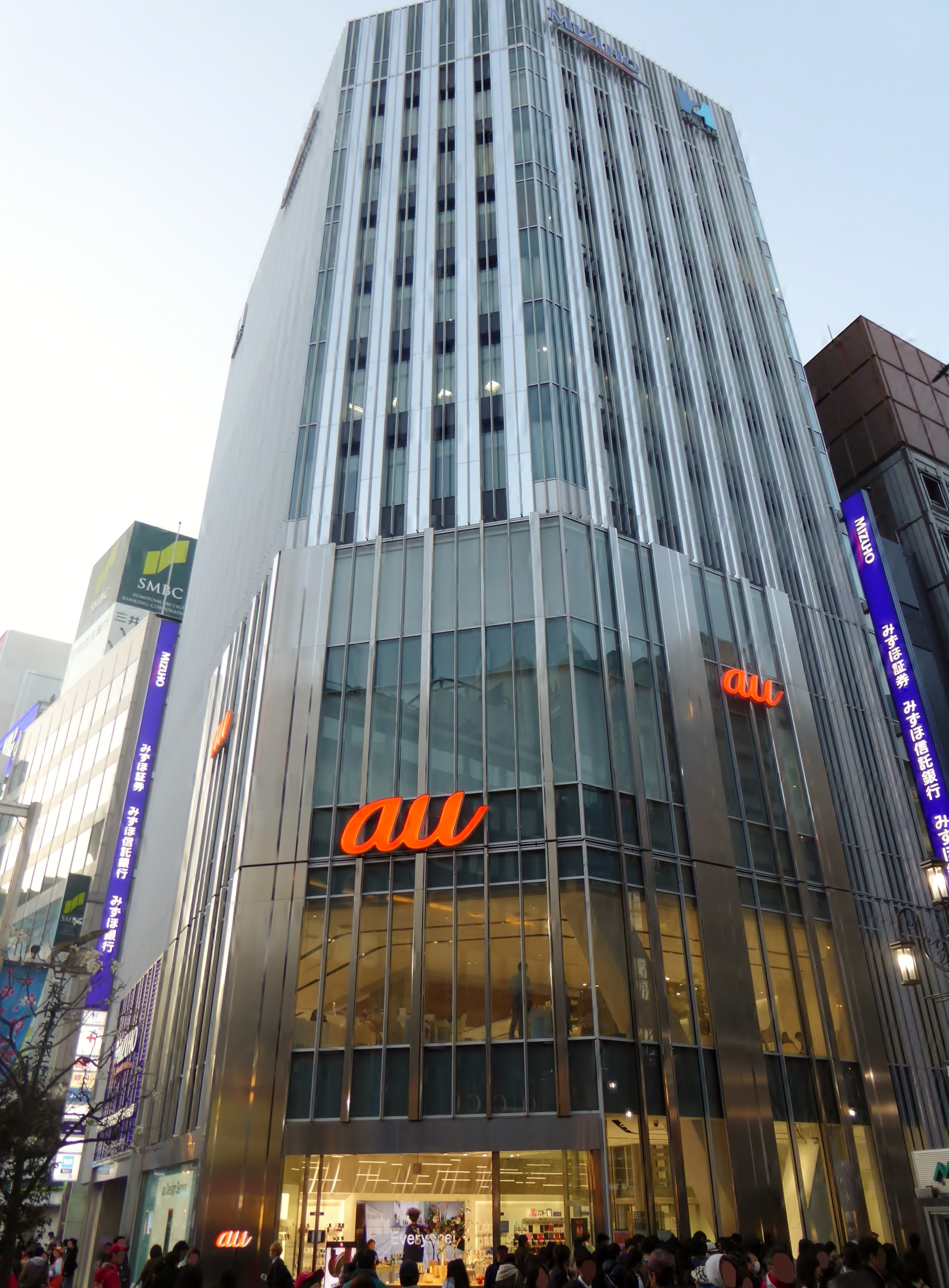
東京 新宿にある旗艦ショップ「au SHINJUKU」

## 歴史
ブランドとしてのauは、まずIDO（日本移動通信株式会社）と関西・九州・中国・東北・北海道・北陸・四国・沖縄の各DDIセルラーグループ8社を統合する移動体事業ブランドとして2000年7月より開始されたことに始まる。
同年10月にDDI（第二電電株式会社）はIDOとKDD（ケイディディ株式会社）の3社が合併してKDDI（株式会社ディーディーアイ）となり、移動体通信事業については首都圏を含む関東と名古屋地域で開始した。翌11月には沖縄を除くセルラー7社が合併して株式会社エーユーが発足。しかし12月になると株式会社エーユーは翌2001年3月をもってKDDIの完全子会社になることが発表され、2001年10月にはKDDI株式会社が株式会社エーユーを合併するに至り、その後に続く形が整った。
ツーカー各社（ツーカーセルラー東京、ツーカーセルラー東海、及び株式会社ツーカーホン関西）については2005年10月にKDDIが吸収合併し、2008年3月までにサービスを終了させてauサービスへ統合を終えた。
その後はFMCの推進として、2007年9月よりポータルサイトau oneが開始、同時にインターネットサービスプロバイダ事業をDIONからau one netに名称変更、2008年8月より固定電話としてauおうち電話と総称、2010年1月より光ファイバーサービスをauひかりに名称変更など、次々にauブランドを冠するサービスが登場。
2012年3月より3M戦略の一環としてau oneブランドをauブランドに変更し、本格的な統合ブランドに発展している。

### 沿革
※ 沿革｜KDDIについて｜KDDI株式会社（外部サイト）
- 2000年（平成12年）
  - 10月 - DDI、KDD、IDOが合併、株式会社ディーディーアイ (KDDI) 発足。
  - 11月 - エーユーセルラーグループ7社が合併、株式会社エーユー発足。
- 2001年（平成13年）10月 - KDDIが株式会社エーユーを合併。
- 2002年（平成14年）
  - 3月 - 携帯電話初の「電子コンパス」を搭載した、GPSケータイ発売。
  - 4月 - 第三世代携帯電話サービス (CDMA2000 1x) 開始。
  - 12月 - 音楽ダウンロードサービス「着うた (R)」開始。
- 2003年（平成15年）
  - 11月 - DMA2000 1x EV-DO方式を利用した第三世代携帯電話サービス「CDMA 1X WIN (ウィン)」開始。
  - 11月 - au design projectファーストモデル「INFOBAR」発売。
- 2004年（平成16年）11月 - 「着うたフル (R)」開始。
- 2005年（平成17年）12月 - 世界初の「ワンセグ」対応携帯電話の販売開始。
- 2006年（平成18年）
  - 1月 - 総合音楽サービス「LISMO」開始。
  - 5月 - モバイルネットバンク設立調査株式会社 (現 auじぶん銀行) 設立。
  - 10月 - 携帯電話番号ポータビリティ (MNP) 開始。
  - 12月 - 「CDMA2000 1x EV-DO」の拡張版「EV-DO Rev.A」を導入。
- 2008年（平成20年）
  - 1月 - 「au Smart Sports Run&Walk」サービス開始。
  - 7月 - 三菱東京UFJ銀行（現三菱UFJ銀行）と共同設立のモバイルネットバンク「じぶん銀行 (現 auじぶん銀行)」サービス開始。
  - 8月 - au携帯電話とKDDI固定電話間で国内通話が無料になる「auまとめトーク」を開始。
- 2009年（平成21年）4月 - au携帯電話の新ブランド「iida」を発表。
- 2011年（平成23年）
  - 5月 - あいおいニッセイ同和損保と共同設立のモバイル損害保険「au損保」サービス開始。
  - 10月 - 「iPhone 4S」(Apple社製) を発売。
- 2012年（平成24年）
  - 1月 - auのブランドマークを刷新。
  - 3月 - 「auスマートバリュー」「auスマートパス」提供開始。
  - 9月 - 「iPhone5」(Apple社製) を発売。次世代高速通信サービス「au 4G LTE」提供開始。
- 2013年（平成25年）12月 - 「au スマートバリュー mine」開始。
- 2014年（平成26年）
  - 3月 - プラチナバンド800MHz「4G LTE」の実人口カバー率が99%に到達。
  - 5月 - 「au WALLET」サービス開始。「LTE-Advanced (CA)」と「WiMAX 2+」ダブル搭載のスマートフォンを発売。
  - 8月 - auの新料金「カケホとデジラ」提供開始。
  - 10月 - 「au WALLET クレジットカード」発行開始。
  - 12月 - 次世代音声通話サービス「au VoLTE」提供開始
- 2015年（平成27年）8月 - 「au WALLET Market」サービス開始。
- 2016年（平成28年）
  - 4月 - auの電気サービス「auでんき」提供開始。金融サービス「auのほけん・ローン」提供開始。
  - 8月 - 会員制プログラム「au STAR」開始。
- 2017年（平成29年）7月 - auの新料金プラン「auピタットプラン」「auフラットプラン」提供開始。家庭向けIoTサービス「au HOME」提供開始。
- 2019年（平成31年/令和元年）
  - 4月 - スマホ決済「au PAY」提供開始。
  - 5月 - ブランドスローガンを「おもしろいほうの未来へ。」へ一新。
  - 7月 - 日本初、データ容量上限なしの料金プラン「auデータMAXプラン」提供開始。
- 2020年（令和2年）
  - 3月 - 第5世代移動通信サービス「au 5G」提供開始。
  - 5月21日 - auのポイントを共通ポイント「Pontaポイント」に変更。
- 2022年（令和4年）3月 - 3G携帯電話向け「CDMA 1X WIN」のサービスを終了。

### ロゴの変遷

au ロゴの変遷
2000年6,7月 ～
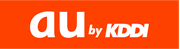
2003年10月 ～
2012年1月 ～

## 由来
KDDIによると、Access、Always、Amenityなどから“a”を、Unique、Universal、Userなどから“u”を、それぞれ組み合わせた造語である。
また当初より“Access to You”に由来する旨の説明もあった。ブランド開発を行った株式会社ジザイズによれば『会う』から『合う』への表現したものである。

## ブランド一覧

### 通信事業
- au (携帯電話) - KDDIと沖縄セルラー電話が提供する移動体通信のブランド。
- au 4G LTE - KDDIと沖縄セルラー電話が提供するLTE規格の技術ブランド。
- au 3G - KDDIと沖縄セルラー電話が提供する3G規格の技術ブランド。旧・CDMA 1X WIN、およびCDMA 1X。
- auひかり・auひかり ちゅら - KDDIと沖縄セルラー電話が提供する光ファイバーによるブロードバンドのサービス。沖縄セルラー電話は「auひかり ちゅら」の名称でサービスを提供する。
- auおうち電話 - KDDI固定通信網を利用して各社が提供する固定電話の総称。
- au one net - KDDIが提供するISP。旧・DION。
- au Wi-Fi SPOT - KDDIグループ会社ワイヤ・アンド・ワイヤレスが提供する公衆無線LANサービス。
- au世界サービス - KDDIと沖縄セルラー電話が提供するau携帯電話の国際ローミングサービス。

### IDサービス
- au ID - KDDIが提供するIDサービス。au・KDDI関連サービスや提携サービスのIDとして利用できる。「auスマートパス」など利用には「au ID」が必須のサービスもある。

### コンテンツ・サービス
- au ケータイクーポン - KDDIが提供するau携帯電話用クーポン配信サービス。
- au Q&Aプラス - KDDIが提供するナレッジコミュニティ。KDDIとOKWaveが提供する「なるほど! au」の後身。
- auスマートパス - KDDIが提供するauスマートフォン、およびauタブレット向け専用サービス。スマートパスポート構想の下でアプリやクーポン、オンラインストレージ等を定額で提供する。
- auニュースEX - KDDIと沖縄セルラー電話、朝日新聞社、テレビ朝日の3社が配信するニュースおよびアプリケーション。
- au ブログ - KDDIが提供するブログ・サービス。
- auヘッドライン - KDDIとテレビ朝日が提供するニュースおよびアプリケーション。「auニュースEX for auスマートパス」の後進。
- au ポータル - KDDIが提供するポータル・サイト。旧・au one。
- au Market - KDDIが提供するAndroid搭載auスマートフォン・auタブレット専用ソフトウエア配布サイトおよびアプリケーション。
- au My Page - KDDIが提供するau携帯電話向けポータル・サイト。
- au LISTEN MOBILE SERVICE - KDDIが提供するau携帯電話とPCを組み合わせたコンテンツ配信サービス。略称LISMO!。
- My au - KDDIが提供するau契約者向けサポート・サイトおよびアプリケーション。

### ハードウェア

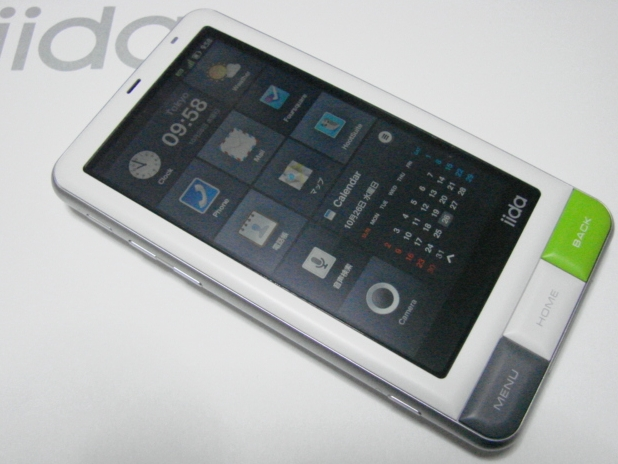
INFOBAR A01。au design projectのブランドiidaにによる、初のAndroid端末

- auの端末一覧 - KDDIと沖縄セルラー電話が提供するauブランド（前身ブランドを含む）の携帯電話端末一覧。
- auの主な携帯電話端末納入メーカー - KDDIと沖縄セルラー電話が提供するau携帯電話用端末の開発業者一覧。
- au ICカード - KDDIと沖縄セルラー電話が提供するau携帯電話・auスマートフォン（iPhone含む）・auタブレット（iPad含む）に用いられるR-UIMカード。
- au BOX - KDDIと沖縄セルラー電話が提供していたau携帯電話とauひかりに用いられたセットトップボックス。
- au design project - KDDIと沖縄セルラー電話が提供するau携帯電話端末のデザインを開発するプロジェクト。

### ソフトウェア
- auナビウォーク - KDDIと沖縄セルラー電話およびナビタイムジャパンが提供する歩行者ナビゲーション。
- au助手席ナビ - KDDIと沖縄セルラー電話およびナビタイムジャパンが提供するカーナビ。
- au Music Port - KDDIとカシオ計算機が共同開発し、提供していたau携帯電話用音楽管理ソフトウエア。
- Skype au - KDDIと沖縄セルラー電話および日本マイクロソフトが提供していたau携帯電話限定のSkypeアプリ（2014年6月30日サービス終了）。
- auベーシックホーム - スマートフォンのホーム設定アプリケーション。

### 料金システム
- auスマートバリュー - KDDIと沖縄セルラー電話が提供するau携帯電話を固定通信サービスまたはモバイルWi-Fiルーターと合わせて利用することで、携帯電話の利用料金を割り引くシステム。
- auセット割 - KDDIと沖縄セルラー電話が提供するau携帯電話を固定通信サービスと合わせて利用することで、固定通信の利用料金を割り引くシステム。
- au買い方セレクト - KDDIと沖縄セルラー電話が提供するau携帯電話の販売システム。

### 金融
- auフィナンシャルホールディングス - KDDI株式会社が所有する金融持株会社。
- au PAY - KDDIと沖縄セルラー電話が提供する電子マネー・サービス。プリペイドカード、クレジットカード、ポイントサービスから成る。
- au損害保険 - KDDIとあいおいニッセイ同和損害保険が設立したau携帯電話利用者向け損害保険会社。
- auじぶん銀行 - auフィナンシャルホールディングス傘下のネット銀行。

### 電力小売事業
- auでんき - KDDIが2016年4月1日より日本全国（ただし沖縄県、および一部の離島は除く）にて提供する電力小売事業サービス。

### 冠番組
- au presents EZ RADIO SHOW - KDDI単独提供のラジオ番組。2004年 - 2007年放送。
- au DOWNLOAD MUSIC CHART - KDDI単独提供のラジオ番組。2005年 - 2008年放送。
- au Presents NACK5 ACCESS TO YOU - KDDI提供のラジオ番組。2005年 - 2009年放送。
- au Okayamada Design Project tv by KDDI Presents ―そこに夢があった― - KDDI提供のテレビ番組。2006年放送。
- au ONAIR MUSIC CHART - KDDI単独提供のラジオ番組。2008年 - 2011年放送。
- au SMILE ON MUSIC - KDDI単独提供のラジオ番組。
- au FG LIFETIME BLUES - auフィナンシャルグループ提供のラジオ番組[18]

### その他

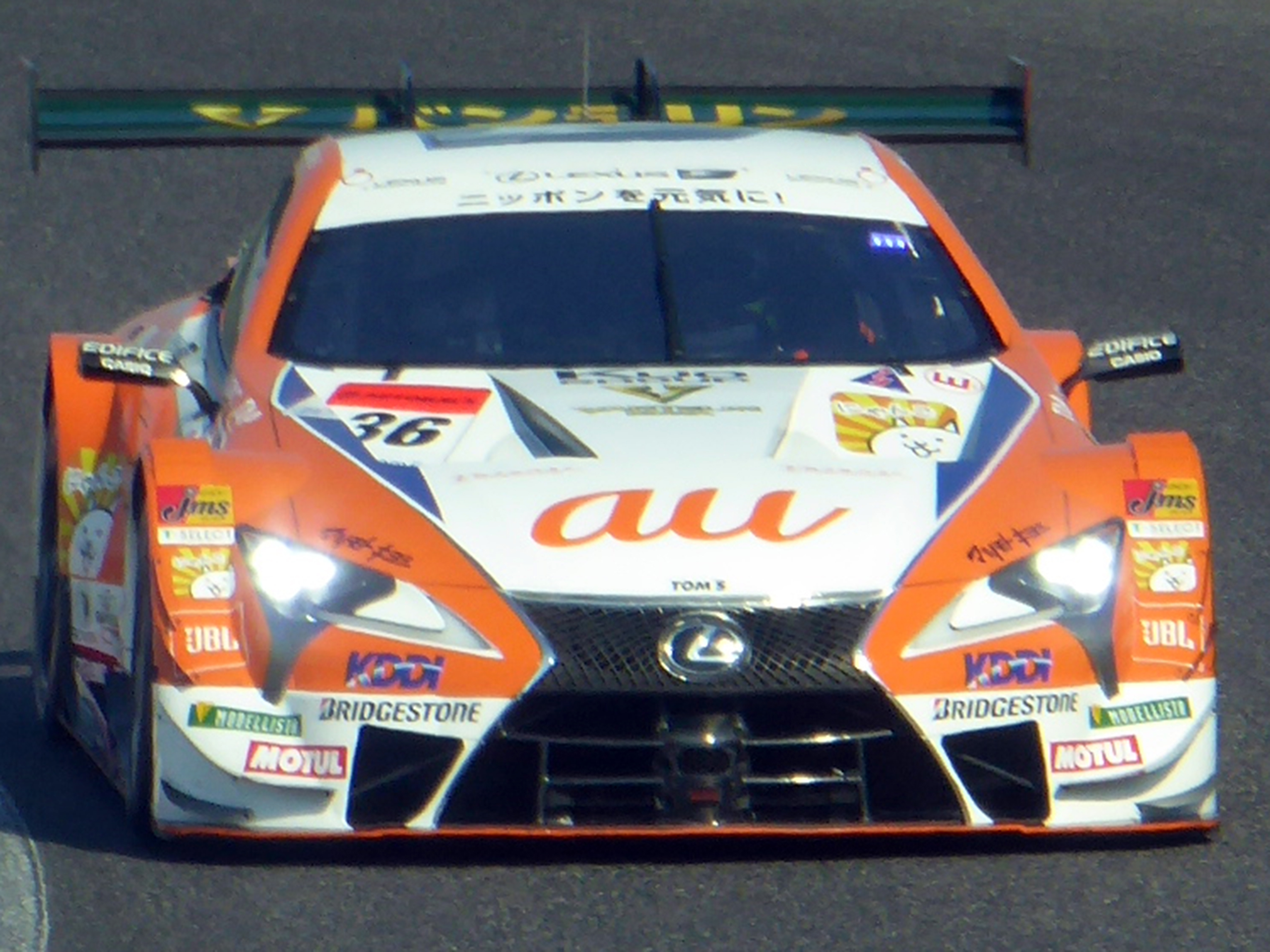
au TOM'S LC500（2019年のSUPER GT）

- auセルモスープラ…2001〜2004年までトヨタ系レーシングチームのセルモに出資していた頃のレーシングカー名。2001年JGTCチャンピオン。
- au TOM'S…2016年からトヨタ系レーシングチームのトムスに出資して付けられているレーシングカーの枕詞。RC F、LC500（以上レクサス）、GRスープラ（トヨタ）が存在。2021年、2023年au  TOM'S GRスープラがSUPER GTチャンピオンを獲得。
- auショップ天神FC柳町 - auショップ天神が出資するサッカー・チーム。

## イメージキャラクター

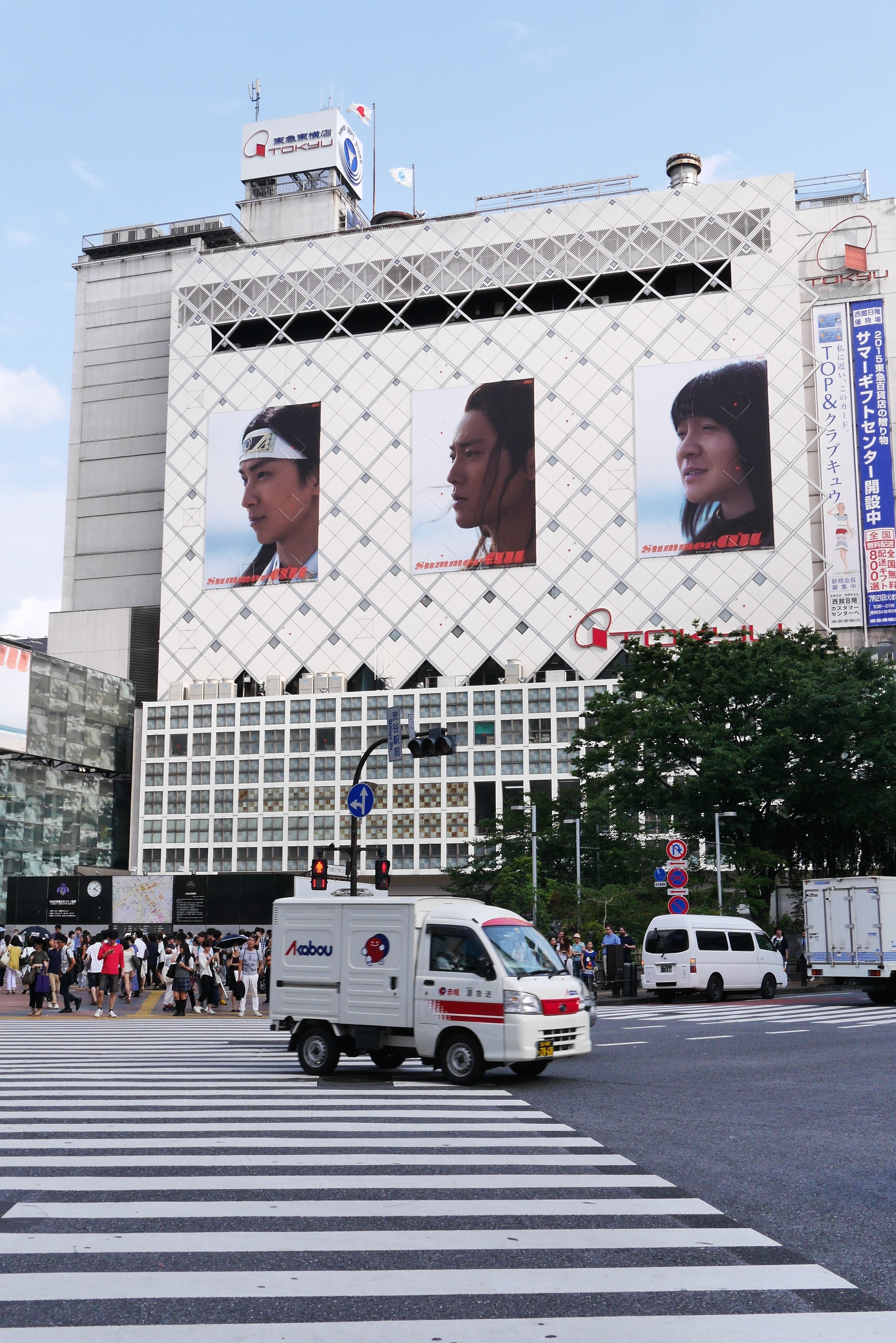
三太郎は、2015年からのイメージキャラクター。（左から）桃ちゃん、浦ちゃん、金ちゃん